# Famille Kadji
Pour les articles homonymes, voir Kadji.
La famille Kadji est une famille camerounaise Bamiléké,,,,,. De cette famille sont issus :
- Joseph Kadji Defosso, industriel fondateur de la brasserie[7]
- Gilbert Kadji, fils du précédent, promoteur de la Kadji Sport Academies
- Josette Kadji, avocate au barreau de Douala.